# Andrea Raccagni Noviero
Andrea Raccagni Noviero (* 26. Januar 2004 in Genua) ist ein italienischer Radrennfahrer, der auf der Straße und der Bahn aktiv ist.

## Sportliche Laufbahn
Erste Erfolge als Radrennfahrer erzielte Raccagni Noviero auf der Bahn. 2022 gewann er mit dem italienischen Team den Titel in der Mannschaftsverfolgung sowohl bei den Junioren-Weltmeisterschaften als auch den Junioren-Europameisterschaften. 
Mit dem Wechsel in die U23 wurde Raccagni Noviero 2023 Mitglied im Soudal Quick-Step Devo Team. Sein international wertvollstes Ergebnis in der ersten Straßensaison war der dritte Platz beim Dorpenomloop Rucphen. 2024 folgten erneut zwei dritte Plätze bei Le Tour des 100 Communes und Gent–Wevelgem / Kattekoers–Ieper sowie der zweite Platz im Auftaktzeitfahren des Giro Next Gen. Bei den nationalen Meisterschaften sicherte er sich den Titel im Einzelzeitfahren der U23. 
Zur Saison 2025 wurde Raccagni Novier in das UCI WorldTeam von Soudal Quick-Step übernommen. 

## Erfolge

### Bahn
2022
- Junioren-Weltmeister –  Mannschaftsverfolgung (mit Renato Favero, Luca Giaimi, Alessio Delle Vedove und Matteo Fiorin)
- Junioren-Europameister – Mannschaftsverfolgung (mit Renato Favero, Luca Giaimi und Alessio Delle Vedove)

### Straße
2023
- Gran Premio Eccellenze Valli del Soligo (Mannschaftszeitfahren)
- Italienischer Meister –  Einzelzeitfahren (U23)